# ランス・バートン
ランス・バートン（Lance Burton, 1960年 - ）はアメリカ合衆国ケンタッキー州ルイビル出身のプロマジシャン。
5歳のとき、クリスマスパーティに来ていたマジシャンが、ランス・バートンの鼻や耳からコインを取り出すマジックを見せてくれ、これに感動。その後両親からマジックセットをプレゼントしてもらったりしているうちに、ますますマジックの魅力に取りつかれていった。
高校生の頃にはローカルなマジックコンテストでいくつかの賞を獲得。その後、1982年にスイスのローザンヌで開かれたマジックのオリンピックともいえるFISM国際大会でグランプリを受賞。ランスはアメリカ人としては初めての受賞者であり、史上最年少（当時22歳）受賞者でもあった。これにより彼は一躍世界的に有名になる。
FISMでの功績が認められ、ラスベガスのトロピカーナに8週間の契約で入る。しかし、結局9年間も出演することになった。その後、ハシエンダ（現、マンダレイ・ベイ）に移り、自ら脚本、演出、プロデュースをしたショーを作る。これが大好評で、ハシエンダでの観客動員数の記録を更新。そして、ホテル・モンテカルロがオープンするとき、オーナーから見込まれ、ホテルの中にランス自身の設計による専用劇場「ランス・バートン・シアター」を作り、13年間という破格の長期契約を結んだ。
1986年と1992年にマジシャン・オブ・ザ・イヤーを獲得している。また1986年には、テレビドラマ「ナイトライダー」シーズン4第14話「死の魔術・アリバイに隠された謎（原題:DEADLY KNIGHTSHADE）」に、マジシャンで事件の犯人でもあるオースティン・テンプルトン役でゲスト出演し、数々のマジックを披露している。
2000年5月に日本公演を行った。
2009年7月には更にホテル・モンテカルロと2015年まで6年間の契約を結んだが、
5年の契約期間を残し2010年9月4日をもって同公演は終了した。